# Пегула, Джессика
Джессика «Джесси» Пегула (англ. Jessica Pegula; род. 24 февраля 1994, Буффало, США) — американская теннисистка. Бывшая третья ракетка мира в одиночном разряде и бывшая первая — в парном; финалистка одного турнира Большого шлема в одиночном разряде (Открытый чемпионат США-2024), одного в парном разряде (Открытый чемпионат Франции-2022) и одного в миксте (Открытый чемпионат США-2023); финалистка Итогового турнира WTA (2023) в одиночном разряде; победительница 16 турниров WTA (из них девять — в одиночном разряде); победительница United Cup (2023) в составе сборной США.

## Общая информация
Джессика — одна из пяти детей известных бизнесменов Терри (род. 1951) и Ким (род. 1969) Пегула. Братьев Джессики зовут Майкл и Мэттью, а сестёр — Лора и Келли. Терри — крупный американский бизнесмен, владеющий компанией по добыче нефти и газа в штате Западная Виргиния, а также различными активами в американском спорте, в том числе клубом НХЛ «Баффало Сейбрз» и клубом НФЛ «Баффало Биллс». Его состояние оценивается в несколько миллиардов долларов. В 2021-м году Джессика вышла замуж за Тейлора Гахагена.
Джессика в теннисе с семи лет. Прозвище — Джей-Пи (англ. JP). Любимое покрытие — хард. Теннисный кумир в детстве — Мартина Хингис.

## Спортивная карьера

### Начало карьеры

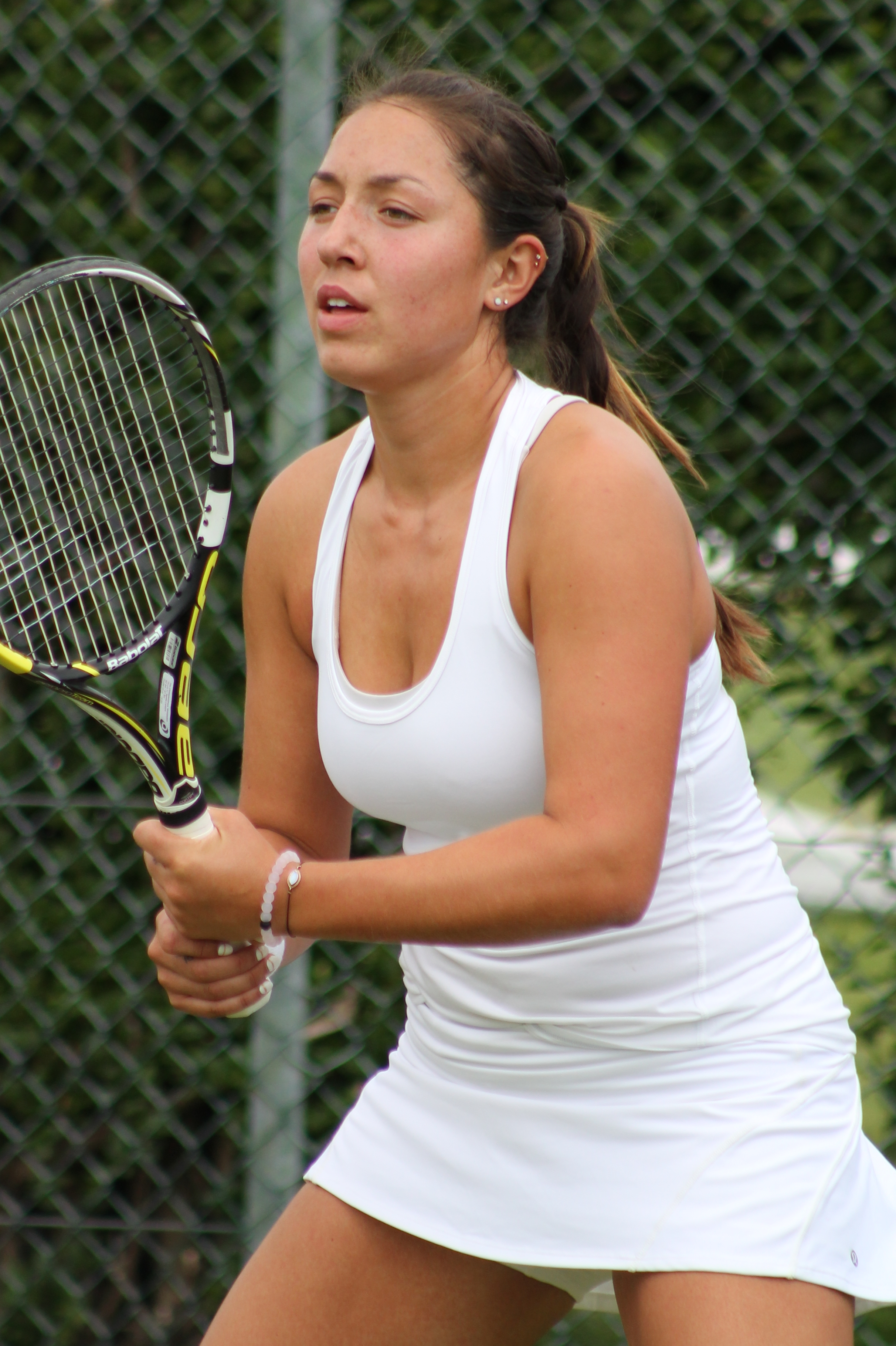
В квалификации Уимблдонского турнира 2015 года

Впервые на профессиональных турнирах Пегула сыграла в 2009 году в возрасте 15 лет. В 2011 году она дебютировала на турнирах серии Большого шлема в парном разряде, получив уайлд-кард совместно с Тейлор Таунсенд. Американский дуэт смог доиграть до третьего раунда. В октябре Пегула сыграла в дуэте с Тимеей Бабош на 50-тысячниках из цикла ITF в Канаде и они смогли дважды выйти финал и в них выиграть один парный трофей. В марте 2012 года Пегула впервые попала в основную одиночную сетку в WTA-тура, пройдя квалификацию на крупный турнир в Индиан-Уэлсе. В 2012 году она отметилась выходом в финал 100-тысячника ITF в Ванкувере.
В апреле 2013 года Пегула через квалификацию прошла на турнир в Чарлстоне, где обыграла Гарбинью Мугурусу и Мону Бартель, выйдя в третий раунд. 2014 года она почти полностью пропустила. В 2015 году ей впервые удалось попасть в основную сетку одничного Большого шлема. Она прошла через квалификацию на Открытый чемпионат США, где в первом матче обыграла Алисон ван Эйтванк, а во втором в трёх сетах уступила Доминике Цибулковой. В июле 2016 года Пегула, получив уайлд-кард на турнир в Вашингтоне, смогла выйти в полуфинал, обыграв в 1/4 финала Саманту Стосур. На Открытый чемпионат США вновь удалось пройти через три раунда квалификации, но на этот раз она в первом раунде легко уступила Агнешке Радваньской. После этого она вышла в четвертьфинал турнира в Квебеке. В 2017 году она вновь пропустила много месяцев и опустилась по итогам года из второй в седьмую сотню рейтинга.

### 2018—2020 (первый титул в Туре и дебют в топ-100)
С 2018 года Пегула планомерно начинает прогрессировать и улучшать свои результаты. В сентябре прошла квалификацию на турнир в Квебеке, где в итоге дошла до дебютного финала в Туре, но уступила его Полин Пармантье из Франции. В ноябре на турнире младшей серии WTA 125 в Хьюстоне Пегула сыграла в полуфинале, а в парном разряде взяла титул в партнёрстве с Мейган Манассе.
В начале 2019 года Пегула отметилась выходами в финал на турнире младшей серии WTA 125 Ньюпорт-Биче, где проиграла Бьянке Андрееску и на 100-тысячнике в Мидленде, (США), где уступила американке Кэти Макнэлли в двух сетах. Эти достижения позволили дебютировать в топ-100. В апреле она вышла в третий раунд в Чарлстоне, а после этого получила приглашение выступить в составе сборной США в розыгрыше Кубка Федерации. В мае Ролан Гаррос стал вторым после Открытого чемпионата США Большим шлемом, на котором Пегула сыграла в основной сетке. В первом раунде она уступила чемпионке того розыгрыша Эшли Барти, а в парном разряде вышла в третий раунд в альянсе с Дезире Кравчик. Летом 25-летняя американка смогла выиграть свой первый турнир WTA-тура. Она победила на турнире в Вашингтоне, где в финале переиграла Камилу Джорджи (6-2, 6-2). На Открытом чемпионате США проиграла в первом раунде Ализе Корне в двух сетах.
В самом начале 2020 года, на турнире в Окленде, Джессика сыграла свой третий финал в WTA-туре и в решающем поединке в двух сетах уступила американской теннисистке Серене Уильямс. В августе после перерыва в сезоне на турнире серии Премьер 5 в Нью-Йорке, который из-за пандемии был перенесён в этот год из Цинциннати, Пегула смогла выйти в четвертьфинал, обыграв в том числе пятую сеянную Арину Соболенко (6-2, 2-6, 6-3). На Открытом чемпионате США она впервые вышла в третий раунд в серии Большого шлема. В перенесенном на осень Открытом чемпионате Франции Пегула в парном разряде доиграла до 1/4 финала в команде с Эйжей Мухаммад.

### 2021—2022 (№ 3 в мире в одиночном и парном рейтингах, парный финал на Ролан Гаррос, титул на турнире WTA 1000)

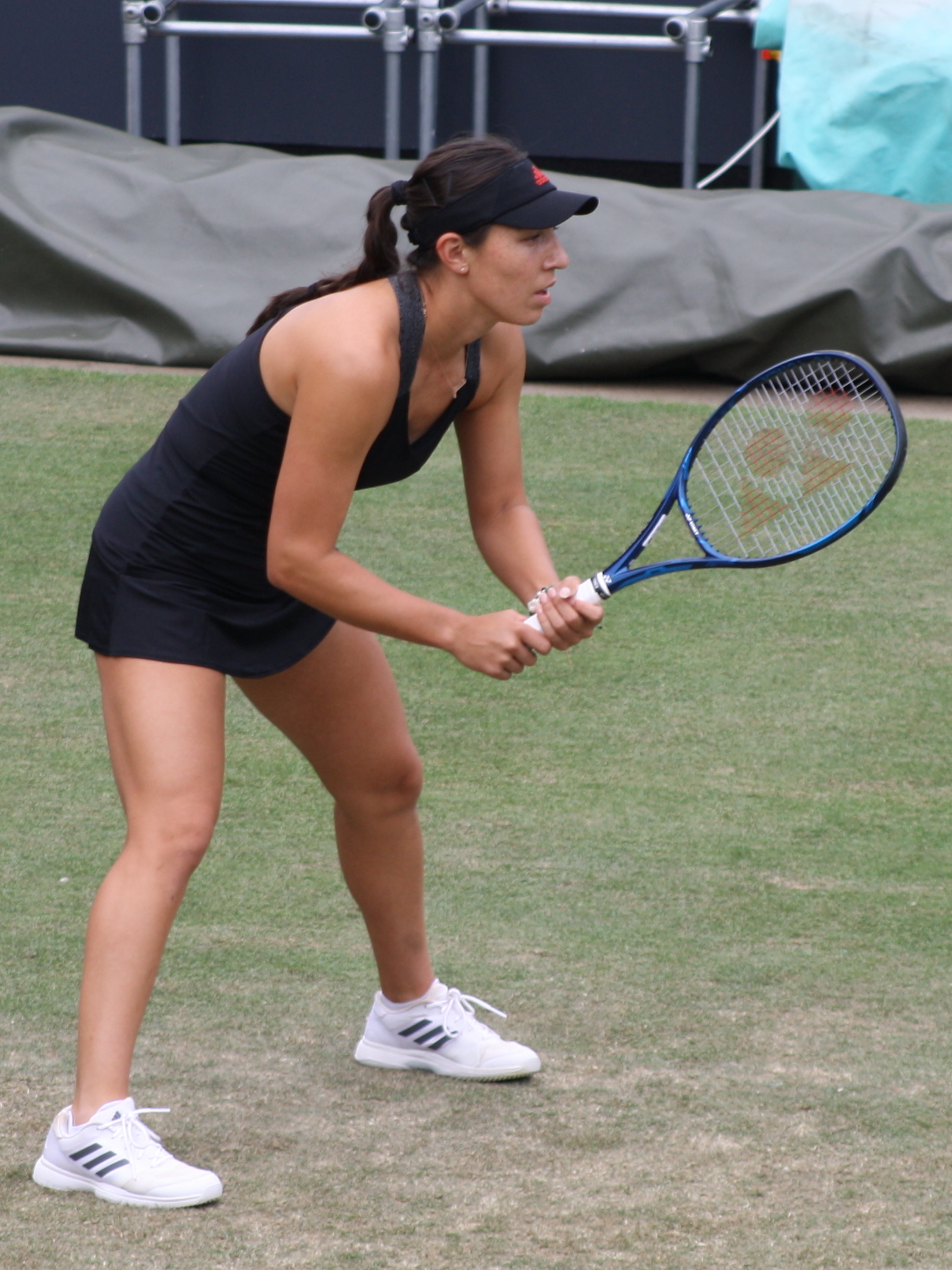
2021 год

В 2021 году Пегула смогла выйти на новый уровень результатов. На Открытом чемпионате Австралии в первом круге обыграла 12-ю сеянную, бывшую первую ракетку мира Викторию Азаренко (7-5, 6-4). Во втором круге разгромила 36-летнюю Саманту Стосур (6-0, 6-1). В третьем круге одержала ещё одну убедительную победу над Кристиной Младенович (6-2, 6-1) и впервые в карьере вышла в четвёртый круг Большого шлема. Затем она сенсационно победила пятую сеянную Элину Свитолину (6-4, 3-6, 6-3) и вышла в 1/4 финала. Таким образом, Пегула выиграла больше матчей, чем ранее на всех турнирах Большого шлема вместе взятых (с 2015 года до этого турнира у неё было 3 победы при 8 поражениях). В четвертьфинале Пегула проиграла Дженнифер Брэди со счётом 6-4, 2-6, 1-6. По итогам турнира поднялась на высшую в карьере 43-ю строчку рейтинга.
После выступления в Австралии Пегула отправилась на турнир в Дохе, который начинала с квалификации. Она смогла выиграть три матча в отборочных раундах, а затем ещё три в основе, в том числе в 1/4 финала у № 6 в мире Каролины Плишковой — 6-3, 6-1. В полуфинале проиграла ещё одной теннисистке из Чехии Петре Квитовой (4-6, 4-6). На следующем крупном соревновании в Дубае она вновь обыграла Плишкову (6-0, 6-2) и вышла в четвертьфинал. Третью подряд победу над Каролиной она одержала в марте 2021 года на турнире в Майами (6-1, 4-6, 6-4) и это позволило попасть в четвёртый раунд. В грунтовом отрезке сезона Пегула отметилась выходом в четвертьфинал в Риме, где во втором раунде смогла обыграть вторую ракетку мира Наоми Осаку (7-6, 6-2). На Открытом чемпионате Франции она выиграла первые матчи в одиночной сетке и доиграла до третьего раунда.
В июне 2021 года, играя на травяном покрытии, Пегула вышла в четвертьфинал турнира в Берлине, а на Уимблдоне проиграла на стадии второго раунда. В июле она сыграла на первых для себя Олимпийских играх в Токио. В первом раунде она проиграла Белинде Бенчич, которая по итогу завоевала золотую медаль, а в парном разряде сыграла с опытной Бетани Маттек-Сандс и их дуэт доиграл до 1/4 финала. После Олимпиады Пегула на турнире серии WTA 1000 в Монреале удалось выйти в полуфинал. На Открытом чемпионате США прошла в третий раунд, где вновь проиграла Бенчич, а в миксте с Остином Крайчеком вышла в полуфинал. В осенней части сезона Пегула неплохо выступила на турнире WTA 1000 в Индиан-Уэлсе, где разгромила игрока топ-10 Элину Свитолину (6-1, 6-1) и вышла в четвертьфинал. Под конец сезона ей удалось впервые войти в топ-20 мирового рейтинга.
На старте сезона 2022 года Пегула выиграл первый парный титул в Туре в команде с Эйжей Мухаммад на турнире в Мельбурне. На Открытом чемпионате Австралии Пегула была посеяна под 21-м номером и вновь дошла до 1/4 финала, обыграв в четвёртом раунде № 8 в мире Марию Саккари (7-6, 6-3), а в борьбе за полуфинал уступила будущей чемпионке Эшли Барти (2-6, 0-6). В феврале Пегула совместно с Кори Гауфф выиграла в парном разряде на турнире WTA 1000 в Дохе. В марте на турнире в Майами получилось выйти в полуфинал, после того как она прошла № 6 в мире Паулу Бадосу в 1/4 финала на отказе от продолжения матча при счёте 4-1. В апреле она помогла команде США пройти в квалификации Кубка Билли Джин Кинг сборную Украины. На другом турнире серии WTA 1000 в Мадриде удалось выйти в финал — первый за карьеру такого высокого статуса. В титульном матче она проиграла Онс Жабёр со счётом 5-7, 6-0, 2-6.
На Открытом чемпионате Франции Пегула, посеянная 11-й, вышла в четвертьфинал, где проиграла первой ракетке мира и будущей чемпионке Иге Свёнтек (3-6, 2-6). В женском парном разряде Пегула в паре с Кори Гауфф дошла в Париже до финала, в котором американки проиграли паре Каролин Гарсия и Кристина Младенович (6-2, 3-6, 2-6). По окончании Ролан Гаррос Пегула впервые вошла в первую десятку одиночного рейтинга, заняв восьмую позицию. На Уимблдонском турнире она доиграла до третьего раунда. Североамериканскую хардовую часть сезона она начала с турнира в Вашингтоне, где выиграла парный трофей в дуэте с Эрин Рутлифф. Затем на турнире WTA 1000 в Монреале ей удалось выиграть ещё один парный приз уже в партнёрстве с Кори Гауфф, а в одиночном разряде она смогла доиграть до полуфинала. На следующем статусном турнире в Цинциннати Пегула вышла в четвертьфинал. 22 августа поднялась на шестое место в парном рейтинге. Открытый чемпионат США стал третьим турниром Большого шлема в сезоне, на котором Пегула сумела выйти в четвертьфинал. На этой стадии Пегула уступила в двух сетах Иге Свёнтек.
В октябре 2022 года Пегула на турнире в Сан-Диего вышла в полуфинал и парный титул в партнёрстве с Кори Гауфф. После этого ей удалось впервые выиграть одиночный титул WTA 1000 на турнире в Гвадалахаре, победив в финале Марию Саккари (6-2, 6-3). 24 октября Пегула поднялась на высшее в карьере третье место, как в одиночном так и в парном рейтинге. Это позволило ей впервые выступить в обоих разрядах на Итоговом турнире WTA. В одиночном турнире Пегула была посеяна под третьим номером и проиграла все три матча на групповой стадии, сумев взять только один сет у Онс Жабёр. В парном турнире с Коко Гауфф также проиграли все три матча на групповой стадии. По итогам сезона 2022 года Пегула сохранила третью строчку в одиночном рейтинге, а в парном заняла шестую строчку.

### 2023—2024 (№ 1 в парном рейтинге, финалы на Итоговом турнире и Открытом чемпионате США)

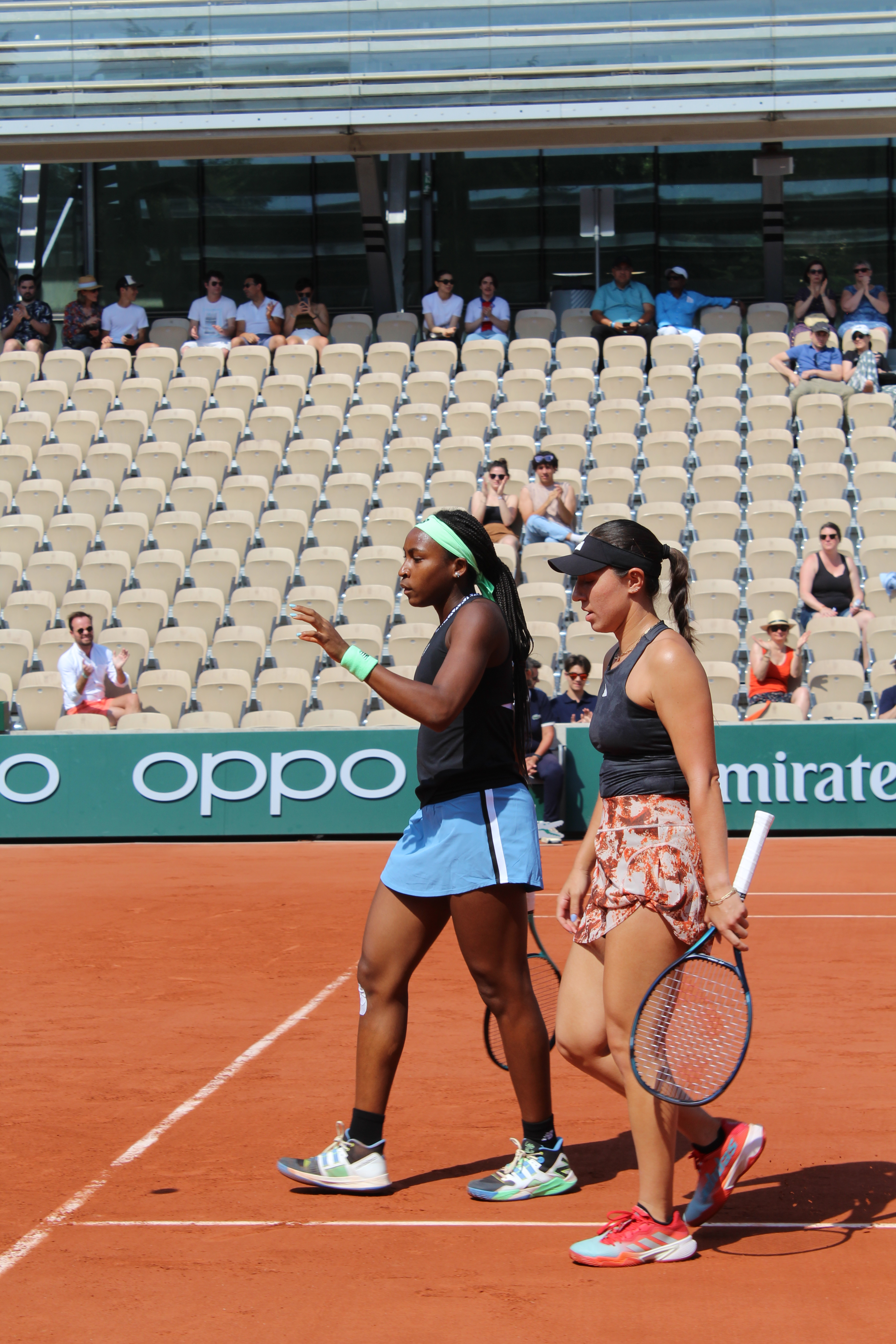
Пегула (справа) с Гауфф на Ролан Гаррос 2023 года

В начале января 2023 года стала победителем командного турнира United Cup в составе сборной США. В полуфинале против команды Польши Пегула разгромила первую ракетку мира Игу Свёнтек — 6-2, 6-2. На Открытом чемпионате Австралии Пегула была посеяна под третьим номером и третий раз подряд дошла до 1/4 финала. В четырёх матчах Джессика не проиграла ни одного сета, а в четвертьфинале уступила Виктории Азаренко (4-6, 1-6). В парном разряде с Кори Гауфф удалось выйти в полуфинал. В феврале Пегула хорошо сыграла на турнире в Дохе. Обыграв в 1/2 финала № 7 в мире Марию Саккари (6-2, 4-6, 6-1), она в решающем матче сыграла против Иги Свёнтек и уступила со счётом 3-6, 0-6. В парном разряде С Кори Гауфф был завоеван главный приз. На следующем турнире в Дубае Пегула вышла в полуфинал. Хорошего удалось выступить на крупном турнире в Майами, где в одиночном разряде был достигнут полуфинал, а в парном разряде с Кори Гауфф был взят главный приз турнира.
Грунтовый отрезок сезона начался в апреле с турнира в Чарлстоне, где был оформлен выход в полуфинал. Затем она помогла сборной США одолеть Австрию в квалификации Кубка Билли Джин Кинг. В мае на турнире WTA 1000 в Мадриде она вышла в четвертьфинал, а в парном разряде Гауфф и Пегула добрались до финала. Затем их дуэт сыграл в финале в Риме и полуфинале на Ролан Гаррос, а в одиночном разряде в Париже Пегула проиграла на стадии третьего раунда Элизе Мертенс. На Уимблдонском турнире Пегула смогла выйти в четвертьфинал, войдя, таким образом, в «клуб» теннисисток, которые доходили до 1/4 финала минимум по разу на каждом из четырёх турнирах Большого шлема.
В августе 2023 года Пегула вышла в полуфинал в Вашингтоне и поднялась в мировом рейтинге на третье место. Затем она стала чемпионкой турнира в Монреале. В четвертьфинале обыграла № 7 в мире Кори Гауфф (6-2, 5-7, 7-5), а в полуфинале оказалась сильнее первой ракетки мира Игы Свёнтек (6-2, 6-7, 6-4). В финале Джессика разгромила россиянку Людмилу Самсонову (6-1, 6-0). На Открытом чемпионате США её результатом стал выход в четвёртый раунд, где она проиграла Мэдисон Киз. В миксте в команде с Остином Крайчеком удалось выйти в финал, в котором американцы уступили дуэту Анна Данилина и Харри Хелиёваара (3-6, 4-6). В женских же парах с Кори Гауфф Пегала вышла в четвертьфинал и этого хватило, чтобы по окончании Большого шлема в Нью-Йорке они впервые возглавили женский парный рейтинг.
Осеннюю часть сезона 2023 года Пегула начала с выхода в финал на турнире в Токио после победы над № 6 в мире Марией Саккари (6-2, 6-3). Однако в финале она уступила россиянке Веронике Кудерметовой (5-7, 1-6). В октябре смогла стать победительницей турнира в Сеуле, где в решающем матче превзошла китаянку Юань Юэ (6-2, 6-3). Второй год подряд Пегула смогла отобраться на Итоговый турнир, как в одиночном, так и в парном разрядах. В парном разряде Гауфф и Пегула проиграли все три матча в группе и завершили сезон в статусе третьих в мире в парном рейтинге. В одиночном же разряде на Итоговом турнире она смогла доиграть до решающего матча. В группе Пегула заняла первое место, обыграв Рыбакину, Соболенко и Саккари. В полуфинале она сразилась со своей партнёршей по парным выступлениям Кори Гауфф и обыграла её со счётом 6-2, 6-1. В финале она сыграла с лидером женского тенниса Игой Свёнтек и проиграла со счётом 1-6, 0-6. По итогам 2023 года Пегула заняла пятое место в одиночном рейтинге.
На старте 2024 года Пегула вышла в полуфинал турнира в Аделаиде. На Открытом чемпионате Австралии она неожиданно проиграла во втором раунде француженке Кларе Бюрель. Затем на турнире в Сан-Диего она вышла в полуфинал, а в парном разряде вышла в финал совместно с Дезире Кравчик. В Майами она вышла в четвертьфинал турнира WTA 1000 в Майами. В апреле на грунтовом турнире в Чарлстоне вышла в полуфинал. В апреле Пегула помогла США пройти в квалификации Кубка Билли Джин Кинг Бельгию. Затем Джессика пропустила основную часть грунтовой части сезона, в том числе и Ролан Гаррос. Она вернулась в июне и на втором для себя турнире в Берлине смогла стать победительницей. В полуфинале она переиграла вторую ракетку мира Кори Гауфф (7-5, 7-6), а в финале нанесла поражение Анне Калинской (6-7, 6-4, 7-6). На Уимблдоне она проиграла во втором раунде китаянке Ван Синьюй, а в парном разряде с Гауфф доиграла до четвертьфинала.
На вторых для себя Олимпийских играх в Париже Пегула, как в одиночном, так и в парном разряде проиграла на стадии второго раунда. Затем она защитила титул на турнире WTA 1000 в Канаде. В Торонто до финала Пегула не проиграла ни сета, а в финале переиграла Аманду Анисимову в трёх сетах (6-3, 2-6, 6-1). Затем она вновь вышла в финал в серии WTA 1000, на турнире в Цинциннати, но в битве за титул на этот раз проиграла Арине Соболенко (3-6, 5-7). На Открытом чемпионате США Пегула в третий раз подряд добралась до финала, который стал для неё первым в серии Большого шлема в одиночном разряде. В четвертьфинале она смогла выбить с турнира первую ракетку мира Игу Свёнтек, но а в дебютном одиночном финале Большого шлема вновь проиграла Арине Соболенко. Этот результат позволил Пегуле вновь стать третьей ракеткой мира.
| Стадия  | Соперница (посев)       | Рейтинг | Счёт        |
| 1 раунд | Шелби Роджерс (PR)      | 356     | 6-4 6-3     |
| 2 раунд | София Кенин             | 54      | 7-6(4) 6-3  |
| 3 раунд | Джессика Боусас Манейро | 74      | 6-3 6-3     |
| 4 раунд | Диана Шнайдер (18)      | 18      | 6-4 6-2     |
| 1/4     | Ига Свёнтек (1)         | 1       | 6-2 6-4     |
| 1/2     | Каролина Мухова         | 52      | 1-6 6-4 6-2 |
| Финал   | Арина Соболенко (2)     | 2       | 5-7 5-7     |

В октябре 2024 года на турнире в Ухане Пегула вышла в парный финал в альянсе с Эйжей Мухаммад.

## Итоговое место в рейтинге WTA по годам
| Год  | Одиночный рейтинг | Парный рейтинг |
| 2024 | 7                 | 48             |
| 2023 | 5                 | 3              |
| 2022 | 3                 | 6              |
| 2021 | 18                | 50             |
| 2020 | 62                | 87             |
| 2019 | 76                | 120            |
| 2018 | 125               | 148            |
| 2017 | 632               | 318            |
| 2016 | 165               | 189            |
| 2015 | 151               | 350            |
| 2014 | 775               | 907            |
| 2013 | 206               | 154            |
| 2012 | 147               | 114            |
| 2011 | 288               | 162            |
| 2010 | 855               |                |
| 2009 | 922               |                |

## Выступления на турнирах

### Финалы турниров Большого шлема в одиночном разряде (1)

#### Поражение (1)
| №  | Год  | Турнир                 | Покрытие | Соперница в финале | Счёт    |
| 1. | 2024 | Открытый чемпионат США | Хард     | Арина Соболенко    | 5-7 5-7 |

### Финалы Итоговых турнировWTAв одиночном разряде (1)

#### Поражение (1)
| №  | Год  | Турнир          | Покрытие | Соперница в финале | Счёт    |
| 1. | 2023 | Канкун, Мексика | Хард     | Ига Свёнтек        | 1-6 0-6 |

### Финалы турнировWTAв одиночном разряде (19)

#### Победы (9)
| Легенда:                      |
| ----------------------------- |
| Турниры Большого шлема (0)    |
| Олимпиада (0)                 |
| Итоговый турнир WTA (0)       |
| Premier Mandatory (0+1)       |
| Premier 5 / WTA 1000 (3+2)    |
| Premier / WTA 500 (3+2)       |
| International / WTA 250 (3+2) |

| Титулы по покрытиям | Титулы по месту проведения матчей турнира |
| ------------------- | ----------------------------------------- |
| Хард (6+7)          | Зал (0)                                   |
| Грунт (1)           | Зал (0)                                   |
| Трава (2)           | Открытый воздух (9+7)                     |
| Ковёр (0)           | Открытый воздух (9+7)                     |

| №  | Дата            | Турнир                            | Покрытие | Соперница в финале | Счёт              |
| 1. | 4 августа 2019  | Вашингтон, США                    | Хард     | Камила Джорджи     | 6-2 6-2           |
| 2. | 23 октября 2022 | Гвадалахара, Мексика              | Хард     | Мария Саккари      | 6-2 6-3           |
| 3. | 14 августа 2023 | Монреаль, Канада                  | Хард     | Людмила Самсонова  | 6-1 6-0           |
| 4. | 15 октября 2023 | Сеул, Южная Корея                 | Хард     | Юань Юэ            | 6-2 6-3           |
| 5. | 23 июня 2024    | Берлин, Германия                  | Трава    | Анна Калинская     | 6-7(0) 6-4 7-6(3) |
| 6. | 11 августа 2024 | Торонто, Канада (2)               | Хард     | Аманда Анисимова   | 6-3 2-6 6-1       |
| 7. | 2 марта 2025    | Остин, США                        | Хард     | Маккартни Кесслер  | 7-5 6-2           |
| 8. | 6 апреля 2025   | Чарлстон, США                     | Грунт    | София Кенин        | 6-3 7-5           |
| 9. | 28 июня 2025    | Бад-Хомбург-фор-дер-Хёэ, Германия | Трава    | Ига Свёнтек        | 6-4 7-5           |

#### Поражения (10)
| №   | Дата             | Турнир                 | Покрытие    | Соперница в финале   | Счёт        |
| 1.  | 16 сентября 2018 | Квебек, Канада         | Ковёр (зал) | Полин Пармантье      | 5-7 2-6     |
| 2.  | 12 января 2020   | Окленд, Новая Зеландия | Хард        | Серена Уильямс       | 3-6 4-6     |
| 3.  | 7 мая 2022       | Мадрид, Испания        | Грунт       | Онс Жабёр            | 5-7 6-0 2-6 |
| 4.  | 18 февраля 2023  | Доха, Катар            | Хард        | Ига Свёнтек          | 3-6 0-6     |
| 5.  | 1 октября 2023   | Токио, Япония          | Хард        | Вероника Кудерметова | 5-7 1-6     |
| 6.  | 6 ноября 2023    | Итоговый турнир WTA    | Хард        | Ига Свёнтек          | 1-6 0-6     |
| 7.  | 18 августа 2024  | Цинциннати, США        | Хард        | Арина Соболенко      | 3-6 5-7     |
| 8.  | 7 сентября 2024  | Открытый чемпионат США | Хард        | Арина Соболенко      | 5-7 5-7     |
| 9.  | 11 января 2025   | Аделаида, Австралия    | Хард        | Мэдисон Киз          | 3-6 6-4 1-6 |
| 10. | 29 марта 2025    | Майами, США            | Хард        | Арина Соболенко      | 5-7 2-6     |

### Финалы турнировWTA 125иITFв одиночном разряде (7)

#### Поражения (7)
| Легенда:                   |
| -------------------------- |
| WTA 125 (0+1)              |
| 100.000 USD (0)            |
| 80.000 (75.000)* USD (0+2) |
| 60.000 (50.000)* USD (0+4) |
| 25.000 USD (0+1)           |
| 15.000 (10.000)* USD (0)   |

* призовой фонд до 2017 года
| Титулы по покрытиям | Титулы по месту проведения матчей турнира |
| ------------------- | ----------------------------------------- |
| Хард (0+7)          | Зал (0+1)                                 |
| Грунт (0+1)         | Зал (0+1)                                 |
| Трава (0)           | Открытый воздух (0+7)                     |
| Ковёр (0)           | Открытый воздух (0+7)                     |

| №  | Дата           | Турнир           | Покрытие   | Соперница в финале | Счёт           |
| 1. | 23 января 2011 | Лутц, США        | Грунт      | Лаура Зигемунд     | 7-6(4) 1-6 2-6 |
| 2. | 3 июня 2012    | Сакраменто, США  | Хард       | Мария Санчес       | 6-4 3-6 1-6    |
| 3. | 5 августа 2012 | Ванкувер, Канада | Хард       | Мэллори Бердетт    | 3-6 0-6        |
| 4. | 18 марта 2018  | Тампа, США       | Грунт      | Катерина Стюарт    | 2-6 3-6        |
| 5. | 15 июля 2018   | Гонолулу, США    | Хард       | Нао Хибино         | 0-6 2-6        |
| 6. | 27 января 2019 | Ньюпорт-Бич, США | Хард       | Бьянка Андрееску   | 6-0 4-6 2-6    |
| 7. | 3 февраля 2019 | Мидленд, США     | Хард (зал) | Кэти Макнэлли      | 2-6 4-6        |

### Финалы турниров Большого шлема в парном разряде (1)

#### Поражения (1)
| №  | Дата | Турнир                     | Покрытие | Партнёрша  | Соперницы в финале                 | Счёт        |
| 1. | 2022 | Открытый чемпионат Франции | Грунт    | Кори Гауфф | Каролин Гарсия Кристина Младенович | 6-2 3-6 2-6 |

### Финалы турнировWTAв парном разряде (12)

#### Победы (7)
| №  | Дата            | Турнир              | Покрытие | Партнёрша     | Соперницы в финале                  | Счёт              |
| 1. | 9 января 2022   | Мельбурн, Австралия | Хард     | Эйжа Мухаммад | Жасмин Паолини Сара Эррани          | 6-3 6-1           |
| 2. | 25 февраля 2022 | Доха, Катар         | Хард     | Кори Гауфф    | Вероника Кудерметова Элизе Мертенс  | 3-6 7-5 [10-5]    |
| 3. | 7 августа 2022  | Вашингтон, США      | Хард     | Эрин Рутлифф  | Анна Калинская Кэти Макнэлли        | 6-3 5-7 [12-10]   |
| 4. | 14 августа 2022 | Торонто, Канада     | Хард     | Кори Гауфф    | Николь Мелихар-Мартинес Эллен Перес | 6-4 6-7(5) [10-5] |
| 5. | 16 октября 2022 | Сан-Диего, США      | Хард     | Кори Гауфф    | Габриэла Дабровски Гильяна Ольмос   | 1-6 7-5 [10-4]    |
| 6. | 17 февраля 2023 | Доха, Катар (2)     | Хард     | Кори Гауфф    | Людмила Киченок Елена Остапенко     | 6-4 2-6 [10-7]    |
| 7. | 2 апреля 2023   | Майами, США         | Хард     | Кори Гауфф    | Тейлор Таунсенд Лейла Фернандес     | 7-6(6) 6-2        |

#### Поражения (5)
| №  | Дата            | Турнир                     | Покрытие | Партнёрша      | Соперницы в финале                    | Счёт        |
| 1. | 5 июня 2022     | Открытый чемпионат Франции | Грунт    | Кори Гауфф     | Каролин Гарсия Кристина Младенович    | 6-2 3-6 2-6 |
| 2. | 7 мая 2023      | Мадрид, Испания            | Грунт    | Кори Гауфф     | Беатрис Хаддад Майя Виктория Азаренко | 1-6 4-6     |
| 3. | 20 мая 2023     | Рим, Италия                | Грунт    | Кори Гауфф     | Элизе Мертенс Сторм Хантер            | 4-6 4-6     |
| 4. | 3 марта 2024    | Сан-Диего, США             | Хард     | Дезире Кравчик | Николь Мелихар-Мартинес Эллен Перес   | 1-6 2-6     |
| 5. | 13 октября 2024 | Ухань, Китай               | Хард     | Эйжа Мухаммад  | Анна Данилина Ирина Хромачёва         | 3-6 6-7(6)  |

### Финалы турнировWTA 125иITFв парном разряде (19)

#### Победы (8)
| №  | Дата            | Турнир          | Покрытие   | Партнёрша       | Соперницы в финале                  | Счёт           |
| 1. | 30 октября 2011 | Сагеней, Канада | Хард (зал) | Тимея Бабош     | Габриэла Дабровски Мари-Эв Пеллетье | 6-4 6-3        |
| 2. | 22 апреля 2012  | Дотан, США      | Грунт      | Эжени Бушар     | Шэрон Фичмен Мари-Эв Пеллетье       | 6-4 4-6 [10-5] |
| 3. | 6 мая 2012      | Гифу, Япония    | Хард       | Чжэн Сайсай     | Чжань Цзиньвэй Сюй Вэньсинь         | 6-4 3-6 [10-4] |
| 4. | 15 октября 2017 | Самтер, США     | Хард       | Тейлор Таунсенд | Александра Мюллер Кейтлин Хуриски   | 4-6 7-5 [10-5] |
| 5. | 5 ноября 2017   | Тайлер, США     | Хард       | Тейлор Таунсенд | Джейми Лёб Ребекка Петерсон         | 6-4 6-1        |
| 6. | 15 июля 2018    | Гонолулу, США   | Хард       | Мисаки Дои      | Тейлор Джонсон Эшли Лэйхи           | 7-6(4) 6-3     |
| 7. | 28 октября 2018 | Мейкон, США     | Хард       | Кэти Макнэлли   | Анна Данилина Ингрид Нил            | 6-1 5-7 [11-9] |
| 8. | 18 ноября 2018  | Хьюстон, США    | Хард       | Меган Манассе   | Дезире Кравчик Гильяна Ольмос       | 1-6 6-4 [10-8] |

#### Поражения (11)
| №   | Дата            | Турнир                 | Покрытие   | Партнёрша       | Соперницы в финале                      | Счёт              |
| 1.  | 6 ноября 2011   | Торонто, Канада        | Хард (зал) | Тимея Бабош     | Мари-Эв Пеллетье Габриэла Дабровски     | 5-7 7-6(5) [4-10] |
| 2.  | 22 января 2012  | Плантейшн, США         | Грунт      | Аша Ролле       | Каталина Кастаньо Лора Торп             | 4-6 2-6           |
| 3.  | 4 ноября 2012   | Торонто, Канада        | Хард (зал) | Эжени Бушар     | Габриэла Дабровски Алла Кудрявцева      | 2-6 6-7(2)        |
| 4.  | 3 ноября 2013   | Торонто, Канада        | Хард (зал) | Мелани Уден     | Франсуаза Абанда Виктория Дюваль        | 6-7(5) 6-2 [9-11] |
| 5.  | 30 января 2016  | Мауи, США              | Хард       | Тейлор Таунсенд | Эйжа Мухаммад Мария Санчес              | 2-6 6-3 [6-10]    |
| 6.  | 28 февраля 2016 | Ранчо-Санта-Фе, США    | Хард       | Кэрол Чжао      | Эйжа Мухаммад Тейлор Таунсенд           | 3-6 4-6           |
| 7.  | 8 мая 2016      | Индиан-Харбор-Бич, США | Грунт      | Мария Санчес    | Юлия Глушко Александра Панова           | 5-7 4-6           |
| 8.  | 12 ноября 2017  | Уэйко, США             | Хард       | Тейлор Таунсенд | София Кенин Анастасия Комардина         | 5-7 7-5 [9-11]    |
| 9.  | 4 февраля 2018  | Мидленд, США           | Хард (зал) | Мария Санчес    | Кейтлин Кристиан Сабрина Сантамария     | 5-7 6-4 [8-10]    |
| 10. | 15 апреля 2018  | Индиан-Харбор-Бич, США | Грунт      | Мария Санчес    | Ирина Мария Бара Сильвия Солер Эспиноса | 4-6 2-6           |
| 11. | 8 марта 2020    | Индиан-Уэлс, США       | Хард       | Кэти Макнэлли   | Эйжа Мухаммад Тейлор Таунсенд           | 4-6 4-6           |

### Финалы турниров Большого шлема в смешанном парном разряде (1)

#### Поражения (1)
| №  | Год  | Турнир                 | Покрытие | Партнёр       | Соперники в финале             | Счёт    |
| 1. | 2023 | Открытый чемпионат США | Хард     | Остин Крайчек | Анна Данилина Харри Хелиёваара | 3-6 4-6 |

### Финалы командных турниров (1)

#### Победы (1)
| №  | Год  | Турнир     | Команда                                     | Соперник в финале                                                                         | Счёт |
| 1. | 2023 | United Cup | США · М. Киз, Дж. Пегула, Ф. Тиафо, Т. Фриц | Италия · М. Берреттини, Л. Бронцетти, А. Вавассори, Л. Музетти, К. Розателло, М. Тревизан | 4-0  |

## История выступлений на турнирах
По состоянию на 9 июня 2025 года
Для того, чтобы предотвратить неразбериху и удваивание счета, информация в этой таблице корректируется только по окончании участия там данного игрока.
| Турнир                       | 2011          | 2012          | 2013          | 2015          | 2016          | 2017          | 2018          | 2019          | 2020          | 2021          | 2022          | 2023          | 2024  | 2025  | Итог   | В/П за карьеру |
| ---------------------------- | ------------- | ------------- | ------------- | ------------- | ------------- | ------------- | ------------- | ------------- | ------------- | ------------- | ------------- | ------------- | ----- | ----- | ------ | -------------- |
| Турниры Большого шлема       |               |               |               |               |               |               |               |               |               |               |               |               |       |       |        |                |
| Открытый чемпионат Австралии | -             | -             | К             | -             | К             | -             | -             | -             | 1Р            | 1/4           | 1/4           | 1/4           | 2Р    | 3Р    | 0 / 6  | 15-6           |
| Открытый чемпионат Франции   | -             | -             | К             | К             | К             | -             | -             | 1Р            | 1Р            | 3Р            | 1/4           | 3Р            | -     | 4Р    | 0 / 6  | 11-6           |
| Уимблдонский турнир          | -             | -             | К             | К             | К             | -             | -             | 1Р            | НП            | 2Р            | 3Р            | 1/4           | 2Р    |       | 0 / 5  | 8-5            |
| Открытый чемпионат США       | К             | К             | -             | 2Р            | 1Р            | К             | К             | 1Р            | 3Р            | 3Р            | 1/4           | 4Р            | Ф     |       | 0 / 8  | 18-8           |
| Итог                         | 0 / 0         | 0 / 0         | 0 / 0         | 0 / 1         | 0 / 1         | 0 / 0         | 0 / 0         | 0 / 3         | 0 / 3         | 0 / 4         | 0 / 4         | 0 / 4         | 0 / 3 | 0 / 2 | 0 / 25 |                |
| В/П в сезоне                 | 0-0           | 0-0           | 0-0           | 1-1           | 0-1           | 0-0           | 0-0           | 0-3           | 2-3           | 9-4           | 14-4          | 13-4          | 8-3   | 5-2   |        | 52-25          |
| Олимпийские игры             |               |               |               |               |               |               |               |               |               |               |               |               |       |       |        |                |
| Летняя олимпиада             | НП            | -             | НП            | НП            | -             | Не проводился | Не проводился | Не проводился | Не проводился | 1Р            | НП            | НП            | 2Р    | НП    | 0 / 2  | 1-2            |
| Итоговые турниры             |               |               |               |               |               |               |               |               |               |               |               |               |       |       |        |                |
| Итоговый турнир WTA          | -             | -             | -             | -             | -             | -             | -             | -             | НП            | -             | Гр            | Ф             | Гр    |       | 0 / 3  | 4-6            |
| Турниры WTA 1000             |               |               |               |               |               |               |               |               |               |               |               |               |       |       |        |                |
| Доха                         | ОС            | -             | -             | ОС            | -             | ОС            | -             | ОС            | -             | ОС            | 3Р            | ОС            | -     | 1/4   | 0 / 2  | 4-2            |
| Дубай                        | -             | ОС            | ОС            | -             | ОС            | -             | ОС            | -             | ОС            | 1/4           | ОС            | 1/2           | -     | 3Р    | 0 / 3  | 6-3            |
| Индиан-Уэлс                  | -             | 1Р            | К             | К             | К             | -             | -             | 2Р            | НП            | 1/4           | 2Р            | 4Р            | 2Р    | 2Р    | 0 / 7  | 8-7            |
| Майами                       | -             | -             | -             | -             | -             | -             | -             | 1Р            | НП            | 4Р            | 1/2           | 1/2           | 1/4   | Ф     | 0 / 6  | 18-6           |
| Мадрид                       | -             | -             | -             | -             | -             | -             | -             | К             | НП            | 3Р            | Ф             | 1/4           | -     | 3Р    | 0 / 4  | 10-4           |
| Рим                          | -             | -             | -             | -             | -             | -             | -             | -             | -             | 1/4           | 3Р            | 2Р            | -     | 3Р    | 0 / 4  | 5-4            |
| Монреаль / Торонто           | -             | -             | К             | -             | -             | -             | -             | -             | НП            | 1/2           | 1/2           | П             | П     |       | 2 / 4  | 17-2           |
| Цинциннати                   | -             | -             | -             | -             | К             | -             | -             | 1Р            | 1/4           | 3Р            | 1/4           | 3Р            | Ф     |       | 0 / 6  | 11-6           |
| Пекин                        | -             | -             | -             | -             | -             | -             | -             | 1Р            | Не проводился | Не проводился | Не проводился | 3Р            | 4Р    |       | 0 / 3  | 3-3            |
| Гвадалахара                  | Не проводился | Не проводился | Не проводился | Не проводился | Не проводился | Не проводился | Не проводился | Не проводился | Не проводился | Не проводился | П             | -             | ОС    | ОС    | 1 / 1  | 5-0            |
| Ухань                        | Не проводился | Не проводился | Не проводился | -             | -             | -             | -             | 1Р            | Не проводился | Не проводился | Не проводился | Не проводился | 3Р    |       | 0 / 2  | 1-2            |
| Итог                         | 0 / 0         | 0 / 1         | 0 / 0         | 0 / 0         | 0 / 0         | 0 / 0         | 0 / 0         | 0 / 5         | 0 / 1         | 0 / 7         | 1 / 8         | 1 / 8         | 1 / 6 | 0 / 6 | 3 / 42 |                |
| В/П в сезоне                 | 0-0           | 0-1           | 0-0           | 0-0           | 0-0           | 0-0           | 0-0           | 1-5           | 3-1           | 17-7          | 22-7          | 18-7          | 15-5  | 12-6  |        | 88-39          |

| Турнир                       | 2011          | 2012          | 2015          | 2016          | 2019          | 2020          | 2021          | 2022          | 2023          | 2024  | 2025  | Итог   | В/П за карьеру |
| ---------------------------- | ------------- | ------------- | ------------- | ------------- | ------------- | ------------- | ------------- | ------------- | ------------- | ----- | ----- | ------ | -------------- |
| Турниры Большого шлема       |               |               |               |               |               |               |               |               |               |       |       |        |                |
| Открытый чемпионат Австралии | -             | -             | -             | -             | -             | 2Р            | 1Р            | 2Р            | 1/2           | -     | -     | 0 / 4  | 6-4            |
| Открытый чемпионат Франции   | -             | -             | -             | -             | 3Р            | 1/4           | 2Р            | Ф             | 1/2           | -     | -     | 0 / 5  | 15-5           |
| Уимблдонский турнир          | -             | -             | -             | -             | 1Р            | НП            | 3Р            | -             | 3Р            | 1/4   |       | 0 / 4  | 7-4            |
| Открытый чемпионат США       | 3Р            | 2Р            | 1Р            | 1Р            | 1Р            | 2Р            | 1Р            | 1Р            | 1/4           | -     |       | 0 / 9  | 7-9            |
| Итог                         | 0 / 1         | 0 / 1         | 0 / 1         | 0 / 1         | 0 / 3         | 0 / 3         | 0 / 4         | 0 / 3         | 0 / 4         | 0 / 1 | 0 / 0 | 0 / 22 |                |
| В/П в сезоне                 | 2-1           | 1-1           | 0-1           | 0-1           | 2-3           | 5-3           | 3-4           | 6-3           | 13-4          | 3-1   | 0-0   |        | 35-22          |
| Олимпийские игры             |               |               |               |               |               |               |               |               |               |       |       |        |                |
| Летняя олимпиада             | НП            | -             | НП            | -             | НП            | НП            | 1/4           | НП            | НП            | 2Р    | НП    | 0 / 2  | 3-2            |
| Итоговые турниры             |               |               |               |               |               |               |               |               |               |       |       |        |                |
| Итоговый турнир WTA          | -             | -             | -             | -             | -             | НП            | -             | Гр            | Гр            | -     |       | 0 / 2  | 0-6            |
| Турниры WTA 1000             |               |               |               |               |               |               |               |               |               |       |       |        |                |
| Доха                         | ОС            | -             | ОС            | -             | ОС            | -             | ОС            | П             | ОС            | -     | 1Р    | 1 / 2  | 4-1            |
| Дубай                        | -             | ОС            | -             | ОС            | -             | ОС            | 1/2           | ОС            | 1/4           | -     | -     | 0 / 2  | 4-2            |
| Индиан-Уэлс                  | -             | -             | -             | -             | -             | НП            | 2Р            | 2Р            | 2Р            | 1/4   | 1Р    | 0 / 5  | 5-5            |
| Майами                       | -             | -             | -             | -             | -             | НП            | 1/4           | 1Р            | П             | 1Р    | 2Р    | 1 / 5  | 8-4            |
| Мадрид                       | -             | -             | -             | -             | -             | НП            | 2Р            | 1/4           | Ф             | -     | -     | 0 / 3  | 6-3            |
| Рим                          | -             | -             | -             | -             | -             | -             | 1Р            | 1Р            | Ф             | -     | -     | 0 / 3  | 4-3            |
| Монреаль / Торонто           | -             | -             | -             | -             | -             | НП            | 1Р            | П             | 1/4           | 1/4   |       | 1 / 4  | 6-2            |
| Цинциннати                   | -             | -             | -             | -             | 2Р            | 1/4           | 2Р            | -             | -             | -     |       | 0 / 3  | 4-3            |
| Пекин                        | -             | -             | -             | -             | -             | Не проводился | Не проводился | Не проводился | 2Р            | 1Р    |       | 0 / 2  | 0-2            |
| Гвадалахара                  | Не проводился | Не проводился | Не проводился | Не проводился | Не проводился | Не проводился | Не проводился | 1/4           | -             | ОС    | ОС    | 0 / 1  | 1-1            |
| Ухань                        | -             | -             | -             | -             | -             | Не проводился | Не проводился | Не проводился | Не проводился | Ф     |       | 0 / 1  | 4-1            |
| Итог                         | 0 / 0         | 0 / 0         | 0 / 0         | 0 / 0         | 0 / 1         | 0 / 1         | 0 / 7         | 2 / 7         | 1 / 7         | 0 / 5 | 0 / 3 | 3 / 31 |                |
| В/П в сезоне                 | 0-0           | 0-0           | 0-0           | 0-0           | 1-1           | 2-1           | 8-7           | 10-5          | 16-5          | 8-5   | 1-3   |        | 46-27          |

| Турнир                       | 2021  | 2022  | 2023  | Итог  | В/П за карьеру |
| ---------------------------- | ----- | ----- | ----- | ----- | -------------- |
| Турниры Большого шлема       |       |       |       |       |                |
| Открытый чемпионат Австралии | -     | 1P    | 1P    | 0 / 2 | 0-2            |
| Открытый чемпионат Франции   | -     | 1P    | 1P    | 0 / 2 | 0-2            |
| Уимблдонский турнир          | 1Р    | -     | -     | 0 / 1 | 0-1            |
| Открытый чемпионат США       | 1/2   | 2Р    | Ф     | 0 / 3 | 8-3            |
| Итог                         | 0 / 2 | 0 / 3 | 0 / 3 | 0 / 8 |                |
| В/П в сезоне                 | 3-2   | 1-3   | 4-3   |       | 8-8            |

## История личных встреч
| Соперница         | Все матчи | Финалы |                   |
| ----------------- | --------- | ------ | ----------------- |
| Арина Соболенко   | 0-0       | 0-0    | юниорские турниры |
| Арина Соболенко   | 2-7       | 0-3    | взрослые турниры  |
| Элизе Мертенс     | 0-0       | 0-0    | юниорские турниры |
| Элизе Мертенс     | 1-4       | 0-0    | взрослые турниры  |
| Мария Саккари     | 0-0       | 0-0    | юниорские турниры |
| Мария Саккари     | 6-5       | 1-0    | взрослые турниры  |
| Елена Рыбакина    | 0-0       | 0-0    | юниорские турниры |
| Елена Рыбакина    | 3-1       | 0-0    | взрослые турниры  |
| Ига Свёнтек       | 0-0       | 0-0    | юниорские турниры |
| Ига Свёнтек       | 4-6       | 1-2    | взрослые турниры  |
| Кори Гауфф        | 0-0       | 0-0    | юниорские турниры |
| Кори Гауфф        | 4-2       | 0-0    | взрослые турниры  |
| Каролина Плишкова | 0-0       | 0-0    | юниорские турниры |
| Каролина Плишкова | 5-1       | 0-0    | взрослые турниры  |